# 山時聡真
山時 聡真（さんとき そうま、2005年6月6日 - ）は、日本の俳優。東京都出身。トップコート所属。

## 略歴
5歳の頃、姉ふたりと一緒に三人でスカウトされたのをきっかけに芸能の仕事をするようになる。家の都合で6歳の時に福岡県に引っ越しをするが、引き続き芸能の仕事をする中で児童文学を映画化した作品である『ゆずの葉ゆれて』に出演する。そのあとすぐ東京に戻る。
2016年8月20日、映画『ゆずの葉ゆれて』で映画初出演し、俳優デビュー。
2018年10月5日、日経ドラマスペシャル『琥珀の夢』でテレビドラマ初出演。
2019年10月期NHK総合・土曜ドラマ『少年寅次郎』で連続ドラマに初めてレギュラー出演。
2023年7月期日本テレビ系土曜ドラマ『最高の教師 1年後、私は生徒に■された』で民放ゴールデンプライムタイムの連続ドラマに初めてレギュラー出演。同年7月14日に公開された宮崎駿の10年ぶりの新作長編アニメ映画『君たちはどう生きるか』で主演。同作では作品に関する情報は公開までほぼ全て開示されず、声優キャストなどが公表されなかったため、公開初日の作品エンドロールにおいて主演が山時であることが初めて明らかになった。
2025年夏公開予定映画『蔵のある街』で中島瑠菜とダブル主演と務め、映画初主演。

## 人物
- 趣味：マジック、YouTubeをみること[1]
- 特技：バスケ、空手（黒帯）、ボルダリング[1]
- 尊敬している役者は菅田将暉、新田真剣佑、松坂桃李[10][11]。

## 出演

### 映画
- ゆずの葉ゆれて（2016年8月20日、エレファントハウス） - 風間武 役[6]
- めんたいぴりり（2019年1月11日（福岡）・1月18日（全国）、よしもとクリエイティブ・エージェンシー） - 海野健一 役
- 約束のネバーランド（2020年12月18日、東宝） - ドン 役
- CUBE 一度入ったら、最後（2021年10月22日、松竹） - 後藤博人 役[12]
- 死刑にいたる病（2022年5月6日、クロックワークス）[13]
- 流浪の月（2022年5月13日、ギャガ） - 高校生 役
- ラーゲリより愛を込めて（2022年12月9日、東宝）- 後藤実 役[14]
- 散歩時間〜その日を待ちながら〜（2022年12月19日公開、アメリカンビスタ）[15]
- あのコはだぁれ?（2024年7月19日、松竹） - 前川タケル 役[16]
- アンダーニンジャ（2025年1月24日公開予定、東宝） - 東 役[17]
- 蔵のある街（2025年8月22日公開予定、マジックアワー） - 難波蒼 役[9][18]

### テレビドラマ
- 日経ドラマスペシャル 琥珀の夢（2018年10月5日、テレビ東京）
- 大河ドラマ いだてん〜東京オリムピック噺〜（2019年4月21日 - 6月30日、NHK） - 田畑政治（幼少期）役
- 少年寅次郎（2019年10月19日 -11月2日 、NHK） - 車昭一郎 役
  - 少年寅次郎スペシャル（2020年12月4日・11日）
- 病室で念仏を唱えないでください 第7話（2020年2月28日、TBS）- 桑島悟 役
- 連続テレビ小説（NHK）
  - エール（2020年9月28日・29日） - 梅根弘哉 役
  - 虎に翼（2024年7月23日 - ） - 元木俊雄 役[19]
- 青のSP―学校内警察・嶋田隆平― 第8話（2021年3月2日、関西テレビ・フジテレビ）- 坂木司 役[20]
- ここは今から倫理です。 第7話（2021年3月6日、NHK） - 今井 役
- ひきこもり先生（2021年6月12日 - 7月10日、NHK総合） - 山田ヒロシ 役
- 24時間テレビ ドラマスペシャル『生徒が人生をやり直せる学校』（2021年8月21日、日本テレビ） - 山野洋介 役[3]
- この初恋はフィクションです（2021年11月29日 - 12月9日、TBS） - 早乙女圭吾 役[21]
- ZIP!朝ドラマ「サヨウナラのその前に Fantastic 31 Days」（2022年3月1日 - 、日本テレビ） - 岳 役
- 大奥「8代・徳川吉宗×水野祐之進編」 第1回（2023年1月10日、NHK総合） - 垣添 役[22]
- 最高の教師 1年後、私は生徒に■された（2023年7月15日 - 9月23日、日本テレビ） - 瓜生陽介 役[7][23]
- マルス-ゼロの革命-（2024年1月23日 - 3月19日、テレビ朝日） - 呉井賢成 役[24]
- 民王R（2024年10月22日 - 12月10日、テレビ朝日） - 猫田マモル 役[25]
- 藤子・F・不二雄 SF短編ドラマ シーズン3「ユメカゲロウ」（2025年3月27日、NHK BSプレミアム4K）[26]
- ちはやふる-めぐり-（2025年7月9日 - 、日本テレビ） - 与野草翔 役[27][28]

### 配信ドラマ
- THE DAYS（2023年6月1日、Netflix） - 桐原の弟 役[29]
- 最高の生徒 3年後の僕たちは 第1話（2023年7月26日、TVer） - 瓜生陽介 役[30]
- 拝啓、大人になる貴方へ（2023年9月23日・30日、Hulu） - 瓜生陽介 役[31]

### アニメ映画
- 君たちはどう生きるか（2023年7月14日、東宝） - 牧眞人 役[8]

### ドキュメンタリー
- こころの時代〜宗教・人生〜「ウイルス学者 山内一也」（2020年6月14日、NHK Eテレ） - ナレーション
- ハートネットTV（NHK Eテレ） - 語り
  - 紫陽花時光（あじさいじこう）〜ある老ウイルス学者の追憶（2020年7月14日）[32]
  - ぶどうの木の子どもたち（2021年5月21日）[33]
- EX「さよなら大好きな場所」ナレーター（2024年1月〜）

### CM
- P&G「ファブリーズ」（2021年5月）
- 河合塾マナビス「夏期特別無料講習告知」（2021年10月）
- 大塚製薬「カロリーメイト」（2022年11月）[34]
- 富士通ゼネラル ノクリア
  - 「母の告白」篇（2023年5月26日 - ）[35]
- ジョージア（2023年8月）-ナレーター
- 丸紅（2023年9月） - ナレーター[36]
- サッポロビール「企業第100回箱根駅伝100回。その先へ篇」（2024年1月2-3日）
- ユニクロ「LifeとWear」（2024年4月）

### 舞台
- 「アナザー・カントリー」（2022年6月24日 - 7月13日、東京 / 大阪 / 福岡） - ウォートン 役